# 1863 in Zwitserland
Dit artikel beschrijft het verloop van 1863 in Zwitserland.

## Ambtsbekleders
De Bondsraad was in 1863 samengesteld als volgt:
| Naam | Naam                         | Partij    | Kanton       | Functie                                                                       |
| ---- | ---------------------------- | --------- | ------------ | ----------------------------------------------------------------------------- |
|      | Constant Fornerod            | radicalen | Vaud         | Bondspresident in 1863; hoofd van het Departement van Politieke Zaken         |
|      | Jakob Dubs                   | radicalen | Zürich       | Vicebondspresident in 1863; hoofd van het Departement van Justitie en Politie |
|      | Friedrich Frey-Herosé        | radicalen | Aargau       | Hoofd van het Departement van Handel en Douane                                |
|      | Melchior Josef Martin Knüsel | radicalen | Luzern       | Hoofd van het Departement van Financiën                                       |
|      | Wilhelm Matthias Naeff       | radicalen | Sankt Gallen | Hoofd van het Departement van Posterijen                                      |
|      | Giovanni Battista Pioda      | radicalen | Ticino       | Hoofd van het Departement van Binnenlandse Zaken                              |
|      | Jakob Stämpfli               | radicalen | Bern         | Hoofd van het Departement van Militaire Zaken                                 |

De Bondsvergadering werd voorgezeten door:
| Naam | Naam            | Partij              | Kanton    | Functie                                                           |
| ---- | --------------- | ------------------- | --------- | ----------------------------------------------------------------- |
|      | Alfred Escher   | gematigde liberalen | Zürich    | Voorzitter van de Nationale Raad (tot 31 januari 1863)            |
|      | Joachim Heer    | gematigde liberalen | Glarus    | Voorzitter van de Nationale Raad (van 6 juli tot 1 augustus 1863) |
|      | Victor Ruffy    | radicalen           | Vaud      | Voorzitter van de Nationale Raad (van 8 tot 23 december 1863)     |
|      | Wilhelm Vigier  | radicalen           | Solothurn | Voorzitter van de Kantonsraad (tot 31 januari 1863)               |
|      | Eduard Häberlin | gematigde liberalen | Thurgau   | Voorzitter van de Kantonsraad (van 6 juli tot 1 augustus 1863)    |
|      | Karl Schenk     | radicalen           | Bern      | Voorzitter van de Kantonsraad (van 7 tot 23 december 1863)        |

## Gebeurtenissen

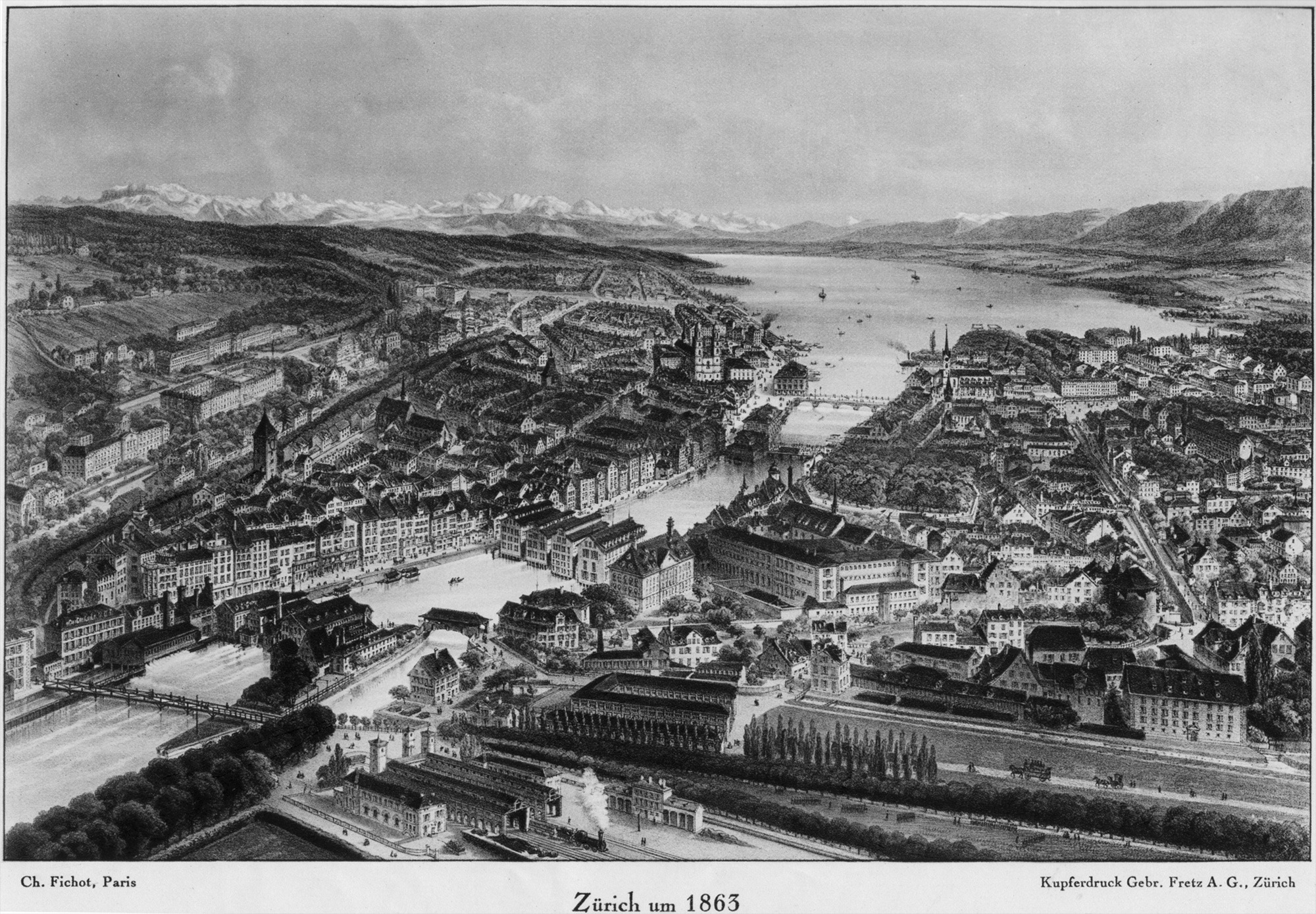
Zicht op Zürich in 1863.

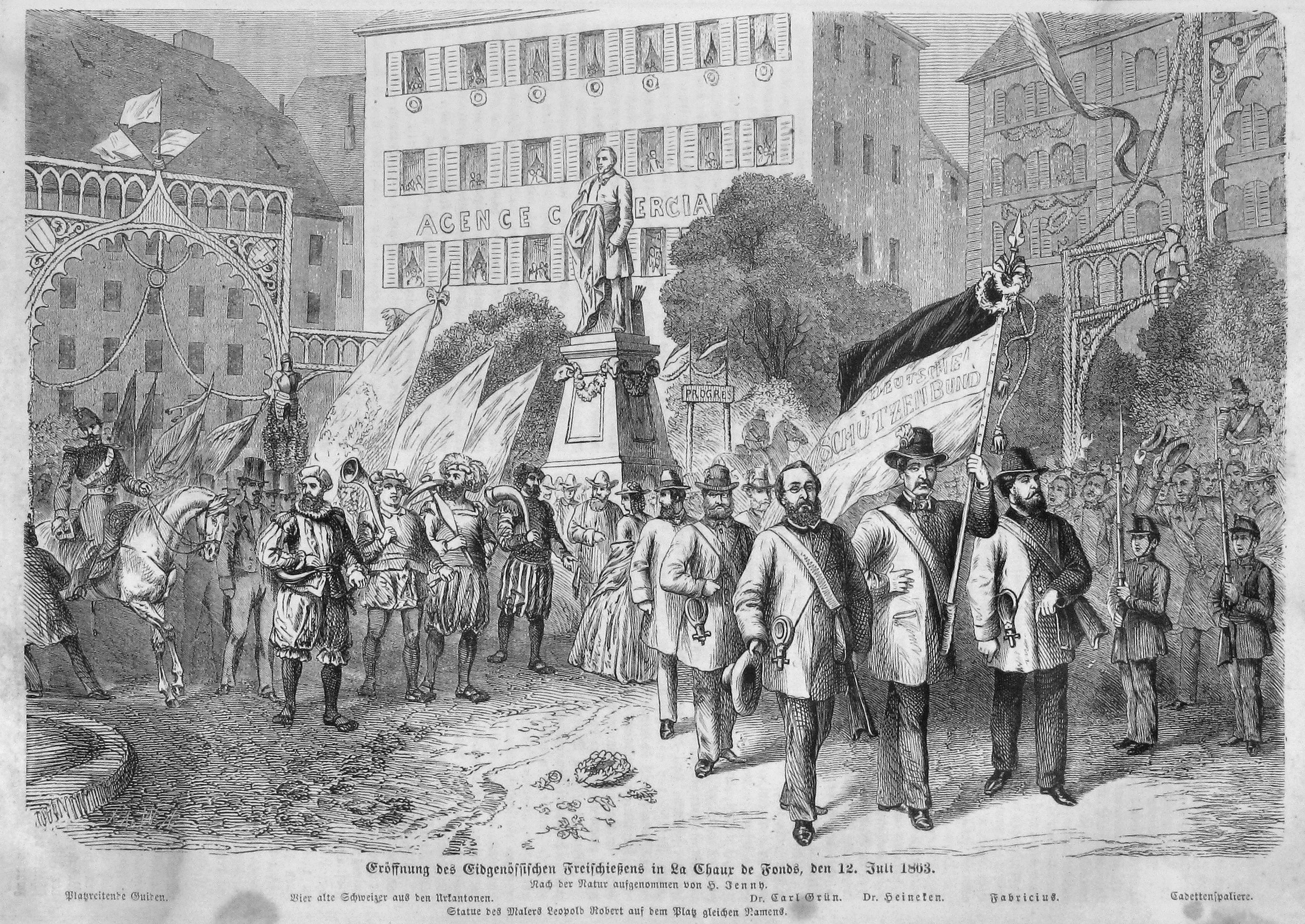
Opening van het federaal schiettoernooi in La Chaux-de-Fonds (kanton Neuchâtel) op 12 juli 1863.

### Januari
- 28 januari: Als eerbetoon aan Guillaume Henri Dufour wordt het hoogste punt van Zwitserland de Dufourspitze genoemd. Met zijn 4634 meter is deze berg na de Mont Blanc de hoogste berg van Europa.

### Februari
- 17 februari: In Genève (kanton Genève) richten Henri Dunant, Gustave Moynier, Louis Appia, Théodore Maunoir en Guillaume Henri Dufour het Internationaal Comité van het Rode Kruis op.

### Maart
- 22 maart: Het kanton Basel-Landschaft neemt een nieuwe grondwet aan. Deze grondwet voorziet in het recht om burgerinitiatieven neer te leggen en in de mogelijkheid om de grondwet bij referendum te wijzigen. Tevens bepaalt de grondwet dat de leden van de Regeringsraad van Basel-Landschaft voortaan door de bevolking worden verkozen.

### April
- 19 april: In Olten (kanton Solothurn) wordt de Zwitserse Alpenclub opgericht.

### Juli
- 12 juli: In La Chaux-de-Fonds (kanton Neuchâtel) gaat het federaal schiettoernooi van start.

### Augustus
- 8 augustus: In Schaffhausen (kanton Schaffhausen) gaan de federale gymnastiekfeesten van start.
- 15 augustus: In Sion (kanton Wallis) gaan de federale officierenfeesten van start.

### Oktober
- 25 oktober: Bij de Zwitserse parlementsverkiezingen van 1863 blijven de linkse radicalen de grootste partij in de Nationale Raad met 59 van de 128 zetels. De conservatieve katholieken vormen de grootste fractie in de Kantonsraad met 17 van de 44 zetels.
- 26-29 oktober: In Genève vindt een internationale conferentie plaats met vertegenwoordigers van 16 landen met als doel "de middelen te onderzoeken om de medische dienstverlening aan de legers te velde te bevorderen."[7] Een jaar later zou hieruit de oprichting volgen van het Rode Kruis.

### December
- 1 december: Over heel Zwitserland wordt een netwerk opgericht voor meteorologische waarnemingen.
- 12 december: Bij de Bondsraadsverkiezingen van 1863 wordt Karl Schenk uit het kanton Bern verkozen als opvolger van Jakob Stämpfli. Stämpfli zou op 31 december 1863 ontslag nemen uit de Bondsraad.

## Geboren
- 12 februari: Julie de Mestral-Combremont, schrijfster en vertaalster (overl. 1954)
- 18 februari: Robert Stuker, onderwijzer, diplomaat en historicus (overl. 1940)
- 26 maart: Martha Sommer, arts (overl. 1944)
- 15 mei: Mathias Morhardt, Zwitsers-Frans journalist, schrijver, kunstcriticus en redacteur (overl. 1939)
- 11 juli: Robert Wettstein, kunstschilder (overl. 1917)
- 25 augustus: Emilie Benz, lerares, feministe en redactrice (overl. 1928)
- 7 december: Felix-Louis Calonder, politicus en lid van de Bondsraad (overl. 1952)
- 11 december: Otto Feuerlein, Zwitsers-Duits natuurkundige en elektrotechnicus (overl. 1930)

## Overleden
- 3 januari: Jean-Joseph Page, advocaat, rechter en politicus (geb. 1791)
- 9 januari: Ferdinand Fürchtegott Huber, trompettist en componist (geb. 1791)
- 2 februari: Johann Jakob Guggenbühl, arts (geb. 1816)
- 5 februari: Jean-Gabriel Eynard, bankier en fotografiepionier (geb. 1775)
- 20 maart: Henri Florian Calame, politicus en redacteur (geb. 1807)
- 1 april: Jakob Steiner, Zwitsers wiskundige (geb. 1796)
- 29 april: Jacques-Louis Borel, medicus (geb. 1795)
- 27 mei: Barbara Bansi, kunstschilderes (geb. 1777)
- 4 juni: Etienne-Bonaventure Bonvin, medicus (geb. 1775)
- 11 juni: Christoph Riggenbach, architect (geb. 1810)
- 10 september: Franz Abart, beeldhouwer (geb. 1769)
- 8 oktober: Carl Friedrich Ludwig Lohner, politicus en muntenverzamelaar (geb. 1786)
- 10 november: Cäsar Adolf Blösc, arts en politicus (geb. 1804)
- 27 december: Joseph Trouillat, historicus (geb. 1815)

1848
· 1849
· 1850
· 1851
· 1852
· 1853
· 1854
· 1855
· 1856
· 1857
· 1858
· 1859
· 1860
· 1861
· 1862
· 1863
· 1864
· 1865
· 1866
· 1867
· 1868
· 1869
· 1870
· 1871
· 1872
· 1873
· 1874
· 1875
· 1876
· 1877
· 1878
· 1879
· 1880
· 1881
· 1882
· 1883
· 1884
· 1885
· 1886
· 1887
· 1888
· 1889
· 1890
· 1891
· 1892
· 1893
· 1894
· 1895
· 1896
· 1897
· 1898
· 1899
· 1900
· 1901
· 1902
· 1903
· 1904
· 1905
· 1906
· 1907
· 1908
· 1909
· 1910
· 1911
· 1912
· 1913
· 1914
· 1915
· 1916
· 1917
· 1918
· 1919
· 1920
· 1921
· 1922
· 1923
· 1924
· 1925
· 1926
· 1927
· 1928
· 1929
· 1930
· 1931
· 1932
· 1933
· 1934
· 1935
· 1936
· 1937
· 1938
· 1939
· 1940
· 1941
· 1942
· 1943
· 1944
· 1945
· 1946
· 1947
· 1948
· 1949
· 1950
· 1951
· 1952
· 1953
· 1954
· 1955
· 1956
· 1957
· 1958
· 1959
· 1960
· 1961
· 1962
· 1963
· 1964
· 1965
· 1966
· 1967
· 1968
· 1969
· 1970
· 1971
· 1972
· 1973
· 1974
· 1975
· 1976
· 1977
· 1978
· 1979
· 1980
· 1981
· 1982
· 1983
· 1984
· 1985
· 1986
· 1987
· 1988
· 1989
· 1990
· 1991
· 1992
· 1993
· 1994
· 1995
· 1996
· 1997
· 1998
· 1999
· 2000
· 2001
· 2002
· 2003
· 2004
· 2005
· 2006
· 2007
· 2008
· 2009
· 2010
· 2011
· 2012
· 2013
· 2014
· 2015
· 2016
· 2017
· 2018
· 2019
· 2020
· 2021
· 2022
· 2023